# Tohuwabohu (Fernsehserie)
Tohuwabohu war der Name einer Kabarett-Reihe des ORF von und mit Helmut Zenker. Zwischen 1990 und 1998 entstanden 58 Episoden in acht Staffeln; daneben wurden auch noch einige Specials veröffentlicht.

## Handlung
In der von 1990 bis 1998 produzierten Reihe spielten viele österreichische Persönlichkeiten aus Film, Fernsehen, Musik und Sport mit, unter anderem Vera Russwurm, Simone, Jazz Gitti, Rainhard Fendrich, Chris Lohner, Andrea Honer, Ossy Kolmann, Heinz Prüller, Christine Schuberth, Fritz Muliar, Ulli Bäer, Georg Danzer, Hansi Hinterseer, Franz Suhrada, Tony Wegas, Sigi Maron, Isabella Haller, Günter Tolar, Ulla Weigerstorfer, Thomas Forstner, Christoph Fälbl, Lukas Resetarits, Claudia Scarpatetti, Hans Georg Heinke, Dolores Schmidinger, Alexander Bisenz, Gerald Pichowetz, Alfons Haider, Hans Kraemmer, Andreas Jäger, Alexandra Hilverth, Heinz Petters, Viktoria Schubert, Karl Pfeifer, Sigi Bergmann, Carlo Böhm, Peter Elstner, Beatrice Frey, Marie Christine Giuliani, Udo Huber, Cissy Kraner, Peter Lodynski, Günther Paal, Kurt Votava, Claudia Waldherr, Kurt Weinzierl, Hanno Pöschl, Stephan Paryla, Max Grießer, C.A. Tichy, Ingrid Riegler, Petra Weingartner, Michaela Honsa, Evelyn Rillé, Claudia Mende, Manfred Cobyn und die Sänger Waterloo und Robinson. Aus dem Bereich des Sports traten auf: Gerhard Berger, Hans Krankl, Erich Obermayer, Andreas Ogris, Hans Orsolics, Peter Pacult, Herbert Prohaska, Karl Schranz, Peter Stöger. Ebenfalls traten etliche deutsche Künstler in der Reihe auf, so zum Beispiel Mike Krüger und Karl Dall.
Eine vor allem in späteren Episoden wiederkehrende Gastrolle hatte der amerikanische Entertainer und Showclown Jango Edwards.
Der titelgebende Name war auch gleichzeitig Leitsatz des Konzeptes der Reihe: Tohuwabohu is a Riesenschmarrn, des hat amoi gesagt werrn müssn. In jeder der gut halbstündigen Folgen der Serie werden dem Zuschauer scheinbar wirr, wahl- und ziellos nacheinander und in schneller Folge kurze Einspieler dargeboten.
Dabei handelt es sich um Sketche, gespielte Witze, Outtakes, Versprecher, TV-Parodien, musikalische Zwischenspiele, wie Musikvideos wirkende und von den Mitwirkenden lippensynchron mitgesungene Lieder und Musikstücke, Verballhornungen bekannter Lieder-, Film- und Buchtitel. Hierbei bedient sich die Serie einiger Konzepte und Witze aus der von 1976 bis 1983 produzierten Serie Kottan ermittelt. Außerdem begleiteten die Serie auch ad hoc eingeworfene Wortfetzen, zum Beispiel der Ausruf „Aus!“, der zumeist von Franz Suhrada in Kombination mit einer typischen Handbewegung (offene Hand schloss sich zur Faust) präsentiert wurde.
Die Episoden hatten unterschiedliche Längen von 25 bis 45 Minuten.

## Episoden

### Staffel 1
- Tohuwabohu – Folge 01, ORF – 1990, 45 Min.
- Tohuwabohu – Folge 02, ORF – 1990, 45 Min.
- Tohuwabohu – Folge 03, ORF – 1990, 45 Min.

mit (alphabetisch geordnet):
Beatrice Frey, Jazz Gitti, Franz Suhrada, Lukas Resetarits und Kurt Weinzierl

### Staffel 2
- Tohuwabohu – Folge 04, ORF – 1991, 30 Min.
- Tohuwabohu – Folge 05, ORF – 1992, 30 Min.
- Tohuwabohu – Folge 06, ORF – 1992, 30 Min.
- Tohuwabohu – Folge 07, ORF – 1992, 30 Min.

mit (alphabetisch geordnet):
Thomas Forstner, Beatrice Frey, Jazz Gitti, Marie-Christine Giuliani, Alfons Haider, Roland Kaiser, Manfred Kellner, Ossy Kolmann, Sammy Konkolits, Cissy Kraner, Hans Krankl, Chris Lohner, Sigi Maron, Erich Oberlechner, Karl Pfeifer, Claudia Scarpatetti, Sabine Steiner, Franz Suhrada, Curth Anatol Tichy, The Untouchables, Lukas Resetarits, Ulla Weigerstorfer, Kurt Weinzierl und Helmut Zenker

### Staffel 3
- Tohuwabohu – Folge 08, ORF – 1992, 30 Min.
- Tohuwabohu – Folge 09, ORF – 1993, 30 Min.
- Tohuwabohu – Folge 10, ORF – 1993, 30 Min.
- Tohuwabohu – Folge 11, ORF – 1993, 30 Min.
- Tohuwabohu – Folge 12, ORF – 1993, 30 Min.

mit (alphabetisch geordnet):
Gerhard Berger, Anita Eberwein, Wolf Frank, Thomas Forstner, Beatrice Frey, Nora Frey, Herbert Graf, Jazz Gitti, Marie-Christine Giuliani, Alfons Haider, Andrea Honer, Roland Kaiser, Kasperl und Pezi, Manfred Kellner, Ossy Kolmann, Sammy Konkolits, Hans Kraemmer, Cissy Kraner, Hans Krankl, Karin Lieblich, Chris Lohner, Sigi Maron, Fritz Muliar, Willy Neuner, Rosa Nostra, Erich Oberlechner, Hans Orsolics, Sabine Petzl, Karl Pfeifer, Heinz Prüller, Lukas Resetarits, Claudia Scarpatetti, Dolores Schmidinger, Karl Schranz, Gottfried Schwarz, Simone, SixPack (Bayreuth), Sabine Steiner, Franz Suhrada, Günter Tolar, Curth Anatol Tichy, The Untouchables, C. und V. Waldherr, Tony Wegas, Ulla Weigerstorfer, Petra Weingartner, Kurt Weinzierl und Helmut Zenker

### Staffel 4
- Tohuwabohu – Folge 13, ORF – 1994, 30 Min.
- Tohuwabohu – Folge 14, ORF – 1994, 30 Min.
- Tohuwabohu – Folge 15, ORF – 1994, 30 Min.
- Tohuwabohu – Folge 16, ORF – 1994, 30 Min.
- Tohuwabohu – Folge 17, ORF – 1994, 30 Min.
- Tohuwabohu – Folge 18, ORF – 1994, 30 Min.
- Tohuwabohu – Folge 19, ORF – 1994, 30 Min.
- Tohuwabohu – Folge 20, ORF – 1994, 30 Min.

mit (alphabetisch geordnet):
Peter Appiana, Gerhard Berger, Birdy, Carlo Böhm, Martha Butbul, City Cops, Willie Corney, Anita Eberwein, Heinz Eckner, Jango Edwards, Nena Eigner, Christoph Fälbl, Wolf Frank, Thomas Forstner, Beatrice Frey, Nora Frey, Margit Gara-Trainin, Herbert Graf, Jazz Gitti, Marie-Christine Giuliani, Alfons Haider, Isabella Haller, Hans Georg Heinke, Hans Hinterseer, Andrea Honer, Jarmal, Roland Kaiser, Herbert, Kartas, Manfred Kellner, Josef Kirisits, Ossy Kolmann, Sammy Konkolits, Gabiy Kosik, Hans Kraemmer, Cissy Kraner, Hans Krankl, Mike Krüger, Chris Lohner, Sigi Maron, Claudia Mende, Fritz Muliar, Willy Neuner, Rosa Nostra, Erich Oberlechner, Hans Orsolics, Pezi, Karl Pfeifer, Rudolf Pogats, Heinz Prüller, Lukas Resetarits, Robert Reumann, Ingrid Riegler, Rose, Vera Rußwurm, Claudia Scarpatetti, Dolores Schmidinger, Karl Schranz, Viktoria Schubert, Christine Schuberth, Franz Schuh, Niki Schwab, Gottfried Schwarz, Simone, SixPack (Bayreuth), Sabine Steiner, Franz Suhrada, Günter Tolar, Mario Traxl, Curth Anatol Tichy, The Untouchables, C. und V. Waldherr, WaterlooTony Wegas, Ulla Weigerstorfer, Petra Weingartner, Kurt Weinzierl und Helmut Zenker

### Staffel 5
- Tohuwabohu – Folge 21, ORF – 1994, 30 Min.
- Tohuwabohu – Folge 22, ORF – 1995, 30 Min.
- Tohuwabohu – Folge 23, ORF – 1995, 30 Min.
- Tohuwabohu – Folge 24, ORF – 1995, 30 Min.
- Tohuwabohu – Folge 25, ORF – 1995, 30 Min.
- Tohuwabohu – Folge 26, ORF – 1995, 30 Min.

mit (alphabetisch geordnet):
Peter Appiana, Gerhard Berger, Sigi Bergmann, Birdy, Carlo Böhm, Martha Butbul, City Cops, Willie Corney, Anita Eberwein, Heinz Eckner, Jango Edwards, Nena Eigner, Veronika Faber, Christoph Fälbl, Thomas Forstner, Wolf Frank, Beatrice Frey, Nora Frey, Margit Gara-Trainin, Herbert Graf, Jazz Gitti, Marie-Christine Giuliani, Astrid Golda, Alfons Haider, Isabella Haller, Hans Georg Heinke, Hans Hinterseer, Elisabeth Hirschmüller, Andrea Honer, Michaela Honsa, Udo Huber, Jarmal, Johann K., Roland Kaiser, Herbert, Kartas, Kasperl und Pezi, Manfred Kellner, Josef Kirisits, Ossy Kolmann, Sammy Konkolits, Gabiy Kosik, Hans Kraemmer, Cissy Kraner, Hans Krankl, Mike Krüger, Karin Lieblich, Peter Lodynski, Chris Lohner, Joe Malina, Sigi Maron, Claudia Mende, Fritz Muliar, Sonja Nebenführ, Willy Neuner, Rosa Nostra, Erich Oberlechner, Hans Orsolics, Günter Paal, Stefan Paryla, Silva Pay, Reinhard B. Pelikan, Sabine Petzl, Karl Pfeifer, Rudolf Pogats, Heinz Prüller, Fanny Rader, Tony Rei, Lukas Resetarits, Robert Reumann, Ingrid Riegler, Robinson, Rose, Vera Rußwurm, Claudia Scarpatetti, Dolores Schmidinger, Karl Schranz, Viktoria Schubert, Christine Schuberth, Franz Schuh, Niki Schwab, Gottfried Schwarz, Arnold Schwarzenegger, Simone, SixPack (Bayreuth), Sabine Steiner, Franz Suhrada, Three Girl Madhouse, Curth Anatol Tichy, Günter Tolar, Mario Traxl, Patricia Treulich, The Untouchables, Kurt Votava, C. und V. Waldherr, Waterloo, Tony Wegas, Ulla Weigerstorfer, Petra Weingartner, Kurt Weinzierl, Werner Zauner, Karla Zenker und Helmut Zenker

### Staffel 6
- Tohuwabohu – Folge 27, ORF – 1995, 25 Min.
- Tohuwabohu – Folge 28, ORF – 1995, 25 Min.
- Tohuwabohu – Folge 29, ORF – 1995, 25 Min.
- Tohuwabohu – Folge 30, ORF – 1996, 25 Min.
- Tohuwabohu – Folge 31, ORF – 1996, 25 Min.
- Tohuwabohu – Folge 32, ORF – 1996, 25 Min.
- Tohuwabohu – Folge 33, ORF – 1996, 25 Min.
- Tohuwabohu – Folge 34, ORF – 1996, 25 Min.
- Tohuwabohu – Folge 35, ORF – 1996, 25 Min.
- Tohuwabohu – Folge 36, ORF – 1996, 25 Min.

mit (alphabetisch geordnet):
Peter Appiana, Gerhard Berger, Sigi Bergmann, Birdy, Alexander Bisenz, Carlo Böhm, Christian Brandauer, Angela Brunner, Martha Butbul, City Cops, Willie Corney, Peter Dinhof, Susi Draxler, Barbara Dworak, Anita Eberwein, Heinz Eckner, Jango Edwards, Nena Eigner, Peter Elstner, Veronika Faber, Christoph Fälbl, Thomas Forstner, Wolf Frank, Beatrice Frey, Nora Frey, Reinhard Gabriel, Margit Gara-Trainin, Herbert Graf, Max Grießer, Jazz Gitti, Marie-Christine Giuliani, Astrid Golda, Alfons Haider, Isabella Haller, Hans Georg Heinke, Dominic Heinzl, Alexandra Hilverth, Hans Hinterseer, Elisabeth Hirschmüller, Andrea Honer, Michaela Honsa, Udo Huber, Jarmal, Johann K., Roland Kaiser, Herbert, Kartas, Kasperl und Pezi, Manfred Kellner, Josef Kirisits, Rudi Knor, Ossy Kolmann, Sammy Konkolits, Gabiy Kosik, Hans Kraemmer, Cissy Kraner, Hans Krankl, Mike Krüger, Karin Lieblich, Peter Lodynski, Chris Lohner, Sissy Löwinger, Richard Lugner, Joe Malina, Ernst Wolfram Marboe, Sigi Maron, Claudia Mende, Fritz Muliar, Sonja Nebenführ, Günter Nenning, Willy Neuner, Rosa Nostra, Erich Oberlechner, Hans Orsolics, Günter Paal, Stefan Paryla, Silva Pay, Reinhard B. Pelikan, Heinz Petters, Sabine Petzl, Karl Pfeifer, Rudolf Pogats, Hanno Pöschl, Herbert Prohaska, Heinz Prüller, Willi Rabl, Fanny Rader, Tony Rei, Lukas Resetarits, Robert Reumann, Reno Riegler, Ingrid Riegler, Evelyn Rillé, Robinson, Rose, Vera Rußwurm, Ines Ruzicka, Claudia Scarpatetti, Dolores Schmidinger, Karl Schranz, Viktoria Schubert, Christine Schuberth, Franz Schuh, Niki Schwab, Gottfried Schwarz, Arnold Schwarzenegger, Simone, SixPack (Bayreuth), Sabine Steiner, Franz Suhrada, Three Girl Madhouse, Curth Anatol Tichy, Bita Tielsch, Günter Tolar, Mario Traxl, Patricia Treulich, Tamara Trojani, The Untouchables, Kurt Votava, C. und V. Waldherr, Waterloo, Tony Wegas, Ulla Weigerstorfer, Petra Weingartner, Kurt Weinzierl, Wilfried, Werner Zauner, Karla Zenker und Helmut Zenker

### Staffel 7
- Tohuwabohu – Folge 37, ORF – 1997, 25 Min.
- Tohuwabohu – Folge 38, ORF – 1997, 25 Min.
- Tohuwabohu – Folge 39, ORF – 1997, 25 Min.
- Tohuwabohu – Folge 40, ORF – 1997, 25 Min.
- Tohuwabohu – Folge 41, ORF – 1997, 25 Min.
- Tohuwabohu – Folge 42, ORF – 1997, 25 Min.

mit (alphabetisch geordnet):
Alkbottle, Peter Appiana, Ulli Baer, Bamschabl, Gerhard Berger, Sigi Bergmann, Birdy, Alexander Bisenz, Carlo Böhm, Christian Brandauer, Angela Brunner, Martha Butbul, Adriano Celentano, Prinz Charles, City Cops, Angelo Conti, Susan Cuetko, Willie Curney, Viktoria Czanek, Karl Dall, Georg Danzer, Peter Dinhof, Susi Draxler, Barbara Dworak, Anita Eberwein, Heinz Eckner, Jango Edwards, Nena Eigner, Peter Elstner, Veronika Faber, Christoph Fälbl, Fredl Fesl, Die Fidelen Mölltaler, Thomas Forstner, Wolf Frank, Beatrice Frey, Nora Frey, Reinhard Gabriel, Margit Gara-Trainin, Herbert Graf, Max Grießer, Jazz Gitti, Marie-Christine Giuliani, Astrid Golda, Robert Haberler, Alfons Haider, Isabella Haller, Heinz Havelka, Hans Georg Heinke, Dominic Heinzl, Hias, Alexandra Hilverth, Hans Hinterseer, Elisabeth Hirschmüller, Andrea Honer, Michaela Honsa, Udo Huber, Jarmal, Hello Josephine, Johann K., Roland Kaiser, Herbert, Kartas, Kasperl und Pezi, Götz Kaufmann, Manfred Kellner, Josef Kirisits, Rudi Knor, Ossy Kolmann, Sammy Konkolits, Gabiy Kosik, Hans Kraemmer, Cissy Kraner, Hans Krankl, Alexander Krause, Mike Krüger, Andy Lee Lang, Karin Lieblich, Peter Lodynski, Chris Lohner, Sissy Löwinger, Richard Lugner, Joe Malina, Ernst Wolfram Marboe, Sigi Maron, Claudia Mende, Fritz Muliar, Sonja Nebenführ, Günter Nenning, Willy Neuner, Rosa Nostra, Erich Oberlechner, Hans Orsolics, Günter Paal, Peter Pacult, Stefan Paryla, Peter Patzak, Silva Pay, Reinhard B. Pelikan, Dagmar Perl, Heinz Petters, Sabine Petzl, Karl Pfeifer, Gerald Pichowetz, Rudolf Pogats, Hanno Pöschl, Herbert Prohaska, Heinz Prüller, Willi Rabl, Fanny Rader, Tony Rei, Lukas Resetarits, Robert Reumann, Reno Riegler, Ingrid Riegler, Evelyn Rillé, Robinson, Mag Roney, Rose, Vera Rußwurm, Ines Ruzicka, Claudia Scarpatetti, Dolores Schmidinger, Karl Schranz, Viktoria Schubert, Christine Schuberth, Franz Schuh, Niki Schwab, Gottfried Schwarz, Arnold Schwarzenegger, Simone, SixPack (Bayreuth), Sabine Steiner, Franz Suhrada, Three Girl Madhouse, Curth Anatol Tichy, Bita Tielsch, Günter Tolar, Mario Traxl, Patricia Treulich, Tamara Trojani, The Untouchables, Oliver Völkel, Kurt Votava, C. und V. Waldherr, Waterloo, Tony Wegas, Ulla Weigerstorfer, Petra Weingartner, Kurt Weinzierl, Ingrid Wendl, Wilfried, Werner Zauner, Karla Zenker und Helmut Zenker

### Staffel 8
- Tohuwabohu – Folge 43, ORF – 1998, 45 Min.
- Tohuwabohu – Folge 44, ORF – 1998, 45 Min.
- Tohuwabohu – Folge 45, ORF – 1998, 45 Min.
- Tohuwabohu – Folge 46, ORF – 1998, 45 Min.
- Tohuwabohu – Folge 47, ORF – 1998, 45 Min.
- Tohuwabohu – Folge 48, ORF – 1998, 45 Min.
- Tohuwabohu – Folge 49, ORF – 1998, 45 Min.
- Tohuwabohu – Folge 50, ORF – 1998, 45 Min.
- Tohuwabohu – Folge 51, ORF – 1998, 45 Min.
- Tohuwabohu – Folge 52, ORF – 1998, 45 Min.
- Tohuwabohu – Folge 53, ORF – 1998, 45 Min.

mit (alphabetisch geordnet):
Alkbottle, Peter Appiana, Ulli Baer, Bamschabl, Gerhard Berger, Sigi Bergmann, Birdy, Alexander Bisenz, Carlo Böhm, Christian Brandauer, Angela Brunner, Martha Butbul, Adriano Celentano, Prinz Charles, City Cops, Angelo Conti, Susan Cuetko, Willie Curney, Viktoria Czanek, Karl Dall, Georg Danzer, Peter Dinhof, Susi Draxler, Barbara Dworak, Anita Eberwein, Heinz Eckner, Jango Edwards, Nena Eigner, Peter Elstner, Veronika Faber, Christoph Fälbl, Fredl Fesl, Die Fidelen Mölltaler, Thomas Forstner, Wolf Frank, Beatrice Frey, Nora Frey, Reinhard Gabriel, Margit Gara-Trainin, Herbert Graf, Max Grießer, Jazz Gitti, Marie-Christine Giuliani, Astrid Golda, Robert Haberler, Alfons Haider, Isabella Haller, Heinz Havelka, Hans Georg Heinke, Dominic Heinzl, Hias, Alexandra Hilverth, Hans Hinterseer, Elisabeth Hirschmüller, Andrea Honer, Michaela Honsa, Udo Huber, Jarmal, Hello Josephine, Johann K., Roland Kaiser, Herbert, Kartas, Kasperl und Pezi, Götz Kaufmann, Manfred Kellner, Josef Kirisits, Rudi Knor, Ossy Kolmann, Sammy Konkolits, Gabiy Kosik, Thomas Koziol, Hans Kraemmer, Cissy Kraner, Hans Krankl, Alexander Krause, Mike Krüger, Andy Lee Lang, Karin Lieblich, Peter Lodynski, Chris Lohner, Sissy Löwinger, Richard Lugner, Joe Malina, Ernst Wolfram Marboe, Sigi Maron, Claudia Mende, Mini Bydlinski, Muckenstruntz, Fritz Muliar, Sonja Nebenführ, Günter Nenning, Willy Neuner, Rosa Nostra, Erich Oberlechner, Andreas Ogris, Hans Orsolics, Günter Paal, Peter Pacult, Stefan Paryla, Peter Patzak, Silva Pay, Reinhard B. Pelikan, Dagmar Perl, Heinz Petters, Sabine Petzl, Karl Pfeifer, Gerald Pichowetz, Rudolf Pogats, Hanno Pöschl, Herbert Prohaska, Heinz Prüller, Willi Rabl, Fanny Rader, Tony Rei, Lukas Resetarits, Robert Reumann, Reno Riegler, Ingrid Riegler, Evelyn Rillé, Robinson, Mag Roney, Rose, Vera Rußwurm, Ines Ruzicka, Claudia Scarpatetti, Dolores Schmidinger, Karl Schranz, Viktoria Schubert, Christine Schuberth, Franz Schuh, Niki Schwab, Gottfried Schwarz, Arnold Schwarzenegger, Alois Sendler, Simone, SixPack (Bayreuth), Sabine Steiner, Franz Suhrada, Miss Thailand, Three Girl Madhouse, Curth Anatol Tichy, Bita Tielsch, Tini, Günter Tolar, Mario Traxl, Patricia Treulich, Tamara Trojani, The Untouchables, Oliver Völkel, Kurt Votava, C. und V. Waldherr, Waterloo, Tony Wegas, Ulla Weigerstorfer, Petra Weingartner, Kurt Weinzierl, Ingrid Wendl, Wilfried, Klaus Wintersperger, Werner Zauner, Karla Zenker und Helmut Zenker

### Spezial-Folgen
- Tohuwabohu – Montreux 1992, ORF – 1992, 25 Min
- Tohuwabohu – Montreux 1995, ORF – 1995, 25 Min.
- Tohuwabohu Extra (1990 – 1994), ORF – 1994, 45 Min.
- Das Beste aus Tohuwabohu, ORF – 1992, 25 Min.

TOHU-NACHT 1990–1997, ORF – 1997, 105 Min.